# Roberto Pinheiro
Roberto Pinheiro da Silva (Parnamirim, 9 de janeiro de 1983) é um ciclista brasileiro, que atualmente compete pela equipe Funvic Brasilinvest-São José dos Campos.
É considerado um dos melhores velocistas do Brasil, tendo vencido a Copa da República de Ciclismo de 2008, a Prova Ciclística 9 de Julho de 2011 e a classificação por pontos da Volta Ciclística de São Paulo 2011, além de várias etapas nas principais voltas ciclísticas do país. Foi também o 2º lugar no Campeonato Brasileiro de Ciclismo de 2007, e foi o vencedor do Ranking Brasileiro de Ciclismo de Estrada de 2013.

## Carreira

### Primeiros anos
Inicialmente, Roberto Pinheiro tentou ser jogador de futebol e também corredor pedestre, mas sem muito sucesso. Foi influenciado pelo irmão, que praticava ciclismo, que Pinheiro começou a pedalar aos 16 anos, competindo em provas no Rio Grande do Norte. Em sua primeira corrida de ciclismo, utilizou uma bicicleta de montanha, ou mountain bike, que não é própria para o ciclismo de estrada, mas ainda assim terminou a prova na 2ª colocação.
No ano de 2000, participou pela primeira vez de uma seletiva para a seleção brasileira que disputaria os Jogos Pan-Americanos, mas não pôde disputar devido a uma apendicite. Neste mesmo ano, pela primeira vez passou a integrar uma equipe, a Clenilson Bikes, da cidade de Natal, por onde sagrou-se Campeão Estadual do Rio Grande do Norte. Em 2001, foi campeão do Torneio de Verão de Ciclismo na categoria júnior.

### Profissional
A partir de 2002, Roberto passou a fazer parte do pelotão de elite do ciclismo nacional, indo para São Paulo competir pela equipe de Assis, a União - Assis - Amea, equipe que viria a defender até 2007. Nos primeiros anos, os resultados foram escassos - o 9º lugar na Copa América de Ciclismo de 2005 e a vitória na Copa Cidade Canção de Ciclismo do mesmo ano foram alguns entre os poucos resultados de destaque.
Porém isto mudou no ano de 2007. Foi neste que Pinheiro começou se destacar na elite do ciclismo nacional: após figurar entre os 10 primeiros em 7 etapas em dois dos principais eventos do país, a Volta Ciclística de São Paulo e a Volta do Rio de Janeiro, o ciclista foi o 7º lugar na classificação geral da Volta do Paraná antes de conquistar a 2ª colocação do Campeonato Brasileiro de Ciclismo de Estrada, um de seus principais resultados até então. Ainda naquele ano, Roberto foi o 4º no Meeting Internacional de Goiânia, prova que naquele ano foi válida para os rankings da UCI, e venceu as duas etapas e a classificação geral do Tour do Mato Grosso.
Em 2008, Roberto Pinheiro fechou um contrato com a equipe Fapi - Funvic - Pindamonhangaba. O ano não começou muito bem para Pinheiro, que foi apenas o 20º colocado na Copa América de Ciclismo. No Torneio de Verão, em fevereiro, foi o 2º colocado em 2 etapas, terminando como 4º colocado na classificação geral, e chegou em 7º lugar na Prova Ciclística 9 de Julho. Mas, no fim do ano, o ciclista conquistou uma das maiores vitórias de sua carreira, a Copa da República de Ciclismo. Não tido como um grande favorito à vitória antes da prova, Pinheiro também não era o líder da sua equipe; seu papel era ser o último embalador de Raphael Serpa na chegada. Entretanto, nos últimos 300 metros, o ciclista de Parnamirim foi o mais rápido, faturando a vitória, enquanto Serpa chegou em 5º lugar.
Poucas semanas após a vitória na Copa da República, a temporada de 2009 começou para Pinheiro com um 4º lugar na Copa América de Ciclismo, seu melhor resultado na prova até então. No mês de abril, o ciclista participava da Vuelta del Uruguay, quando, na 9ª etapa, sofreu um acidente e fraturou a clavícula, o que, aliado a problemas no joelho, o manteve por 5 meses fora das competições. O ciclista voltou a tempo de tentar defender o título da Copa da República de 2009, na qual chegou na 5ª colocação.
Em 2010, Pinheiro obteve vários resultados em etapas das principais voltas ciclísticas nacionais e internacionais. Entre essas, 2 vitórias e 2 outros pódios, na Vuelta del Uruguay, a mesma em que havia sofrido um acidente no ano anterior. Uma dessas vitórias foi exatamente na etapa 9, a etapa em que havia caído em 2009. Nesse ano, terminou na 3ª colocação no Ranking Brasileiro de Ciclismo de Estrada.
Em 2011, alcançou sucesso em diversas provas de um dia: foi o 2º lugar na Copa América de Ciclismo, venceu a Prova Ciclística 9 de Julho e chegou em 3º na Copa da República, três das principais provas de um dia do país, além de vencer a Prova Governador Dix-Sept Rosado. Além disso, alcançou sucesso na Volta Ciclística de São Paulo, vencendo 3 etapas, incluindo a etapa de chegada em Pindamonhangaba, considerada especial por sua equipe por ser "em casa". Graças à regularidade nos finais de etapa, Pinheiro também levou a classificação por pontos da competição. Ao final do ano, repetiu a 3ª colocação no Ranking Brasileiro de Ciclismo de Estrada.
Começou 2012 repetindo a 2ª colocação na Copa América de Ciclismo. Também repetiu o 2º lugar do ano anterior no GP de Ciclismo Cidade de Montes Claros, e não conseguiu defender o título no GP São Paulo Internacional de Ciclismo, terminando em 4º lugar nessa prova. Alcançou sua única vitória no ano em uma das provas mais importantes do calendário, batendo o pelotão no sprint e vencendo a última etapa do Tour do Rio.
Pinheiro manteve a regularidade na Copa América de Ciclismo em 2013, conquistando a 4ª colocação na prova. Após o bom começo na primeira prova do ano, ficou alguns meses sem resultados expressivos, até vencer a Copa Promosom em maio. Ainda assim, Pinheiro estava somente em 24º lugar no ranking brasileiro de ciclismo no começo de julho. Nesse mês, conquistou o bicampeonato no GP São Paulo Internacional de Ciclismo (Prova Ciclística 9 de Julho, que Pinheiro havia vencido pela primeira vez em 2011). A partir daí, Pinheiro começou uma grande reação no ranking nacional, conquistando outras 7 vitórias ao longo do ano, incluindo a 69ª Prova Ciclística São Salvador, uma das mais tradicionais do país. Nas últimas corridas do calendário, Pinheiro travou uma constante disputa com Kléber Ramos pela liderança da competição, vindo finalmente a ultrapassar o paraíbano quando venceu o Desafio Ciclístico de Salvador e consolidando a liderança com a vitória no GP Genival dos Santos, ambas provas de classe 3 no calendário nacional (classe mais alta para provas de um dia, e que portanto distribui mais pontos). Pinheiro fechou o ano com "chave de ouro" vencendo as duas últimas provas do calendário, o GP Assu de Ciclismo e a Volta Ciclística de Natal, e garantindo a vitória no ranking brasileiro de ciclismo. Com 9 vitórias, o potiguar também foi o ciclista mais vitorioso do calendário nacional no ano.

CASO DE DOPPING
O mais novo integrante do time dos dopados é Roberto Pinheiro da Silva, nada mais nada menos o atual campeão brasileiro da prova de resistência. Ele é mais um dos muitos atletas da equipe internacional da Funvic a cair no doping. A suspensão foi informada pela União Ciclística Internacional (UCI), que atualizou a lista de atletas com suspensão provisória e adicionou o nome de Roberto, mais conhecido como Betinho. A entidade máxima do ciclismo não informou a data da coleta do exame nem a substância encontrada no corpo do brasileiro, apenas que ele está suspenso por uso de métodos e/ou substâncias proibidas. Isso significa que ele foi flagrado com anomalias em seu passaporte 

## Principais resultados
2005
1º - Copa Promoson
1º - Copa Cidade Canção de Ciclismo
2006
3º - Copa Promoson
2007
7º - Classificação Geral da Volta do Paraná
2º - Etapa 4
3º - Etapa 5
2º - Campeonato Brasileiro de Ciclismo de Estrada
4º - Meeting Internacional de Goiânia
1º - Classificação Geral do Tour do Mato Grosso
1º - Etapa 1
1º - Etapa 2
2008
4º - Classificação Geral do Torneio de Verão
2º - Etapa 2
2º - Etapa 3
1º - GP de Ciclismo Cidade de Montes Claros
1º - Copa da República de Ciclismo
2009
4º - Copa América de Ciclismo
5º - Copa da República de Ciclismo
2010
4º - Classificação Geral do Torneio de Verão
1º - Etapa 2
5º - Classificação Geral do Giro do Interior de São Paulo
1º  Classificação por pontos
2º - Etapa 3
2º - Etapa 4
Vuelta del Uruguay
1º - Etapa 5
2º - Etapa 6
1º - Etapa 9
2º - Etapa 10
Volta Ciclística de Gravataí
2º - Etapa 1
1º - Etapa 4
1º - Etapa 5
2º - Prova Ciclistica 1° de Maio - GP Ayrton Senna
3 - GP de Ciclismo Cidade de Montes Claros
5º - Volta Do ABC Paulista
2º - Etapa 2 da Volta Ciclística de São Paulo
3º - Copa da República de Ciclismo
3º - Ranking Brasileiro de Ciclismo de Estrada
2011
2º - Copa América de Ciclismo
1º - Etapa 4 da Volta Ciclística de Gravataí
3º - Prova Ciclistica 1° de Maio - GP Ayrton Senna
2º - GP de Ciclismo Cidade de Montes Claros
1º - Prova Ciclística 9 de Julho
1º - Prova Governador Dix-Sept Rosado
Volta Ciclística de São Paulo
1º  Classificação por pontos
1º - Etapa 4
1º - Etapa 6
1º - Etapa 8
3º - Copa da República de Ciclismo
3º - Ranking Brasileiro de Ciclismo de Estrada
2012
2º - Copa América de Ciclismo
3º - Etapa 5 da Vuelta del Uruguay
2º - GP de Ciclismo Cidade de Montes Claros
4º - GP São Paulo Internacional de Ciclismo
1º - Etapa 5 do Tour do Rio
3º - Prova Governador Dix-Sept Rosado
3º - Etapa 8 da Volta Ciclística de São Paulo
2013
4º - Copa América de Ciclismo
1º - Copa Promosom de Ciclismo
1º  Classificação por pontos da Volta de Goiás
3º - Etapas 1 e 6
1º - GP São Paulo Internacional de Ciclismo
5º - GP Bahia de Ciclismo
4º - GP São José dos Campos
1º - Prova Ciclística São Salvador
1º - Prova Leonir Nunes de Carvalho
1º - Prova Islaide Pereira Gomes
2º - Prova Governador Dix-Sept Rosado
1º - Desafio Ciclístico de Salvador
1º - GP Genival dos Santos
1º - GP Assu de Ciclismo
1º - Volta Ciclística de Natal
1º - Ranking Brasileiro de Ciclismo de Estrada